# Lior Eliyahu
Lior Eliyahu, né le 9 septembre 1985 à Ramat Gan, est un joueur israélien de basket-ball. Il évolue au poste d'ailier.

## Biographie
Jeune ailier, il se présente à la draft 2006 de la NBA où il est retenu à la 44e position par le Magic d'Orlando, qui cèdent leurs droits peu après à la franchise des Rockets de Houston, qui elle-même cède les droits aux Timberwolves du Minnesota en 2012.
Cependant, il doit encore une année de service militaire à son pays et il rejoint donc le grand club israélien du Maccabi Tel-Aviv pour continuer sa progression et pouvoir se confronter aux meilleurs européens en Euroligue.
En novembre 2013, il quitte le Maccabi Tel-Aviv et rejoint le Hapoël Jérusalem.

## Palmarès

### Club
- Champion d'Israël 2007, 2009, 2011, 2012
- Champion d'Espagne 2010[1]
- Ligue adriatique 2012[1]